# Ayquina
Ayquina (auch Aiquina) ist eine Gemeinde im Norden Chiles. Sie gehört zur Provinz El Loa in der Región de Antofagasta.
Der Ort liegt 74 km nordöstlich von Calama auf einer Höhe von 2980 m an der 40 bis 50 m hohen nordwestlichen Flanke des Canyons des Río Salado. Die Bewohner sind Nachfahren der Likanantay und Atacameños.

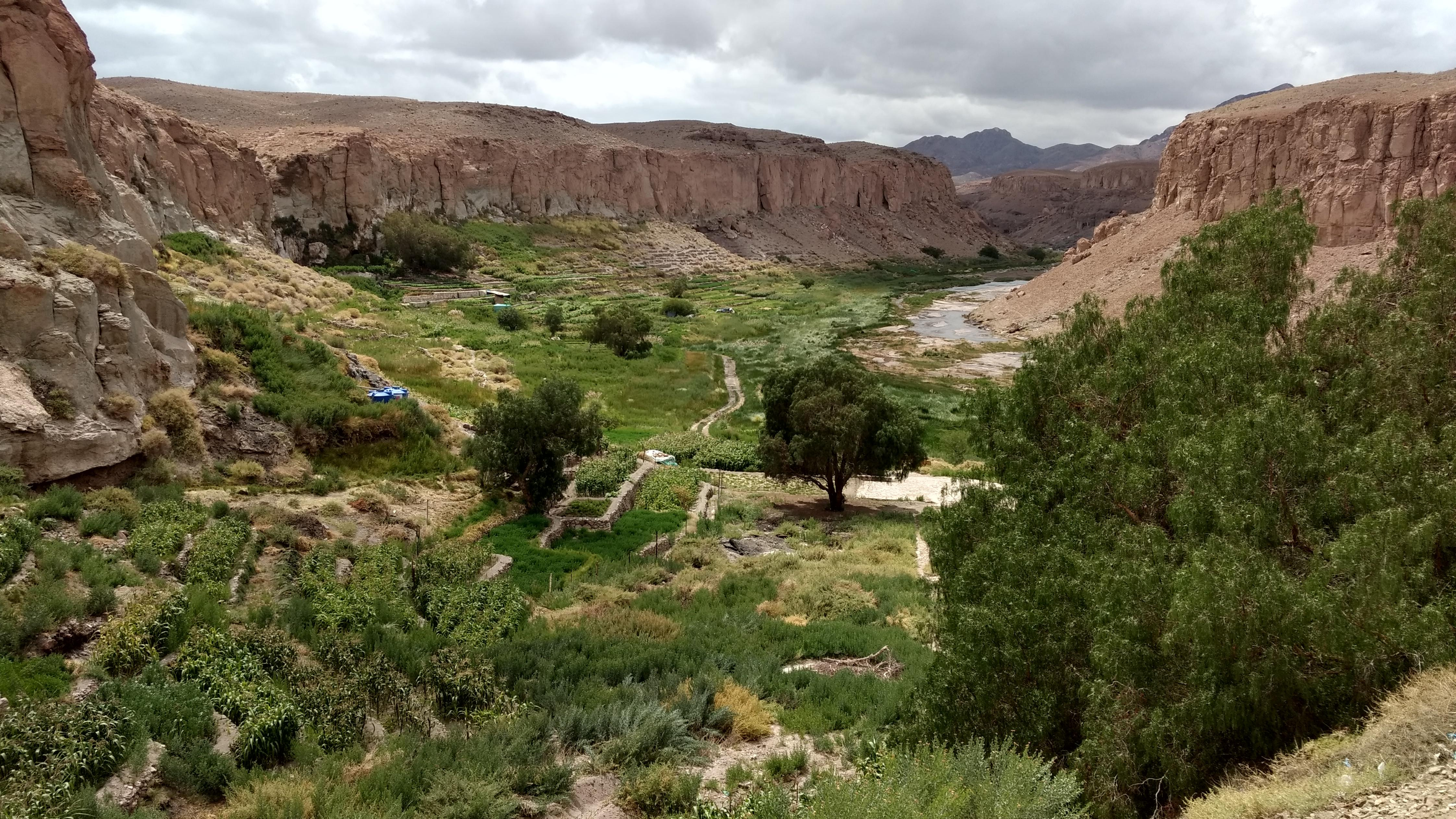
Río Salado und Terrassenfelder bei Ayquina

Südlich des Orts sind mit Bewässerungskanälen versorgte Terrassenfelder zum traditionellen Anbau von Mais, Weizen, Alfalfa, Zwiebeln und Karotten angelegt. In der Mitte des Ortes befindet sich die Kirche Santuario de Nuestra Señora Guadalupe de Ayquina.
Am 1. September 1998 wurde der Ort wegen seiner kulturellen Bedeutung zusammen mit Toconce in die Tentativliste des UNESCO-Welterbes aufgenommen.